# Vitalade
Vitalade war der Markenname einer in der DDR produzierten „Ersatzschokolade“.
1948 wurde die 1901 gegründete Schokoladenfabrik Mauxion in Saalfeld verstaatlicht und in den VEB Mauxion umgewandelt. In den ersten Jahren fehlten in der DDR die für die Schokoladenfertigung benötigten Kakaobohnen. So wurden in dieser Fabrik Nährmittel wie Suppenpulver, Marmelade, Kunsthonig und Haferflocken hergestellt. Im Februar 1950 begann die Produktion von „Schokolodade“, allerdings immer noch ohne Kakaobestandteile. Ab 1953 wurde dieser Artikel unter dem Namen „Vitalade“ verkauft. Nach einem verlorenen Rechtsstreit mit den Mauxion-Erben 1954 erhielt die Produktionsstätte den Namen VEB Rotstern.
Bestandteile von Vitalade waren gehärtetes Pflanzenfett, Sojamehl, Braumalz und Haferflocken. Als Mitte der 50er Jahre wieder die kakaohaltige Schokolade verkauft werden konnte, ging der Absatz der Ersatzschokolade deutlich zurück. Vitalade wurde danach hauptsächlich als Überzugsmasse in den Konditoreien verwendet.